# برونيمبيرت
برونيمبيرت (بالفرنسية: Brunembert)‏ هي بلدية تقع في إقليم باد كاليه من منطقة نور با دو كاليه في شمال فرنسا. تبلغ مساحة هذه المدينة 6.11 كم²، وترتفع عن سطح البحر 87م، يبلغ عدد سكانها 366 نسمة حسب إحصاء المعهد الوطني للإحصاء والدراسات الاقتصادية سنة 2009م. وترأس Alain Leduc البلدية خلال فترة (2008-2014).